# نينا بويل
نينا بويل (بالإنجليزية: Nina Boyle)‏ (1865 في المملكة المتحدة - 1943 في المملكة المتحدة)؛ صحفية وروائية بريطانية.